# Пижанка
Пижа́нка (луговомар. Пыжанъю) — посёлок городского типа в Кировской области. Административный центр Пижанского муниципального района и Пижанского городского поселения.

## География
Расположен на реке Пижанке (притоке реки Иж). Расстояние до областного центра города Кирова — 180 километров.

## История
В XVII веке на тракте Кукарка — Яранск в районе реки Пижанки появился постоялый двор для обслуживания торговцев, путешествующих по тракту. Остановившиеся в постоялом дворе купцы торговали с марийцами, жившими в окрестных местах. Вскоре рядом появились первые русские поселения — Малое Копылово, Щекотово, Нижняя Мирянга, Панегино и другие.
В 1691 году крестьяне из окрестных русских деревень ходили с челобитной к Казанскому митрополиту Маркелу с просьбой разрешить построить церковь. Каждый из 21 двора согласился выделить для нужд прихода по 15 четвертей пашни в поле, но митрополит отказал крестьянам, посчитав это количество земли недостаточным для содержания 3 служителей. В 1693 году крестьяне снова пошли к митрополиту с челобитной. Число дворов в округе выросло до 50, и каждый был готов выделить по 20 десятин для прихода. 4 февраля 1693 год казанский митрополит подписал грамоту на построение деревянной церкви, около церкви было основано село, названное по местной реке Пижанкой.
В 1772—1777 годах в селе строится новая Христорождественская каменная церковь. В это время в приходе насчитывается 440 дворов и 3913 душ. В 1839 году при церкви открывается школа для крестьянских мальчиков, но через два года она закрывается из-за отсутствия учителя. В 1868 году в Пижанке открыты первое земское начальное народное училище и первый медпункт. В 1873 году она становится центром Пижанской волости, в селе открывается волостное правление. В 1893 году для жителей села открыта народная больница, в 1907 году появился ветеринарный пункт. Районная библиотека-читальня открыта в 1913 году, почтовое отделение — в 1917.
10 июня 1929 года решением ВЦИК РСФСР из бывших Пижанской и части Тожсолинской волостей был образован Пижанский район с центром в селе Пижанка. В 1939 году к Пижанскому району присоединено 15 сельсоветов из Кичминского района. С 1959 по 1967 годы территория Пижанского района входила в состав Советского района. В 1969 году Пижанка получила статус посёлка городского типа.
В 1935 году была прекращена служба в Христорождественской церкви. Здание церкви разобрано, из полученных кирпичей в 1938 году построено здание средней школы. После распада СССР жители посёлка настояли на восстановлении храма. В 1992 году к месту будущей стройки начали свозить стройматериалы, а летом 1993 года место было освящено, священник церкви из Советска заложил первый кирпич. В 1997 году Христорождественская церковь была восстановлена.

## Население
| 1970  | 1979  | 1989  | 2002  | 2009  | 2010  | 2012  | 2013  | 2014  |
| ----- | ----- | ----- | ----- | ----- | ----- | ----- | ----- | ----- |
| 2630  | ↗3509 | ↗4164 | ↘4022 | ↘4020 | ↘3875 | ↘3828 | ↘3753 | ↘3727 |
| 2015  | 2016  | 2017  | 2018  | 2019  | 2020  | 2021  |       |       |
| ↗3730 | ↗3750 | ↗3766 | ↘3718 | ↘3675 | ↘3608 | ↗3634 |       |       |

Национальный состав
| Национальности | 1926  | 1926  |
| Национальности | число | %     |
| -------------- | ----- | ----- |
| Всего          | 266   | 100   |
| русские        | 262   | 98,49 |
| марийцы        | 4     | 1,50  |

## Известные люди
Смирнов Вадим Архипович (1918—2012) —   советский военный врач, преподаватель. Доцент Казанского государственного института усовершенствования врачей (с 1953). Заслуженный врач РСФСР. Участник Великой Отечественной войны. Член ВКП(б) с 1943 года.

## Экономика
Промышленность
В посёлке развито сельское хозяйство (крупнейшим предприятием является племзавод «Пижанский»). Работают предприятия по выпуску молочной (ОАО «Лактис») и хлебобулочной (ООО «Пищевик») продукции. Имеются обрабатывающие производства.
Транспорт
В Пижанке базируется районная автоколонна. Автомобильная связь налажена со всеми основными поселениями района. Через посёлок проходит автотрасса Киров — Нижний Новгород.

## Культура
В Пижанке располагается районный краеведческий музей, централизованные библиотечная и клубная районные системы, детско-юношеская спортивная школа, детская школа искусств. Работает средняя школа с углублённым изучением отдельных предметов.

## Русская православная церковь
- Христорождественская каменная церковь (1777 год, восстановлена в 1997 году).

## СМИ
В Пижанке издаётся районная газета «Сельские вести» тиражом 2,8 тысячи экземпляров.